# Гербурт (герб)
Гербурт (пол. Herbolth, Herbolt, Herbort, Herbortowa, Herbot, Herbott, Herbulów, Fulsztyn, Miecze, Pawęza, Pawęża) — шляхетський герб, що має німецьке походження. Потрапив до Польщі через Моравію.

## Опис герба
Опис згідно з класичними правилами блазонування: У червоному полі зелене (золоте) яблуко,  що простромлене трьома мечами: вертикальний ввістрям догори і два в перев'яз вістрям донизу. Клейнод: три страусових пера.

## Найбільш ранні згадки
Вперше зустрічається на печатках від 1353 року, у записі від 1571 року. Появився в королівстві Польському із Вестфалії (Нижня Саксонія) через Моравію в першій половині XIV століття.

## Роди
Арламовські, Величанські, Вісмиловичі, Віснаржевські, Вороничі, Гайбовичі, Гевели, Гевелли, Гейбовичі, Гелмани, Герберські, Гербортовські, Гербурти, Ґерберські, Добромильскі, Зинії, Катини, Кобилинські, Козєки, Козіки, Козелли, Козли, Левґовди, Мєржевські, Мілатовскіси, Модзелевські, Модзеловські, Новицькі, Носиські, Ночі, Одновські, Повезовські, Павлеґи, Понирки, Римгайли, Римгаловичі, Фалштини, Фулштейни, Фулштини, Фулштинські, Челмовські.

### Відомі власники герба
- Воронич Ян Павло — польський поет, письменник, діяч Католицької церкви. Єпископ краківський, архієпископ варшавський, примас Королівства Польського.
- Гербурт Валентій  — перемишльський єпископ РКЦ.
- Гербурт Миколай — воєвода подільський(1586—1588), воєвода руський (1588—1593).
- Гербурт Одновський Миколай — каштелян перемишльський (1538), воєвода: сандомирський (1553), краківський (1554[1]/1555), староста львівський, красноставський (1550), сандецький.
- Гербурт Петро — староста сандецький (1506), львівський підкоморій, староста і державець бєцький (1511).
- Гербурт Станіслав — львівський каштелян, староста Самбора, брат єпископа Валентія Гербурта.
- Гербурт Фридерик — галицький підкоморій, львівський хорунжий.
- Гербурт Ян — польський шляхтич, історик, гуманіст, письменник, дипломат, правник, урядник Королівства Польського.
- Гербурт (Дідилівський) Ян — барський староста (з 1552), кам'янецький підкоморій (1540).
- Гербурт Ян Щасний — польський шляхтич, історик, гуманіст, письменник, дипломат, правник, урядник Королівства Польського.
- Модзалевський Вадим Львович — український історик, археограф, архівіст і генеалог, автор численних наукових праць.

## Наявність у територіальної геральдики

XVI століття, Фельштин
XVI століття, Фельштин
XVII століття, Добромиль
XXI століття, Фулштейн (Чехія)
XXI століття, Добромиль
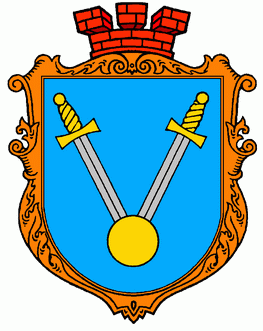
XXI століття, Скелівка